# Fernando Huaiquil
Fernando Utasio Huaiquil Paillal (Galvarino, Departamento de Lautaro, provincia de Cautín, 19 de octubre de 1966) es un técnico agrónomo, dirigente social y político chileno de origen mapuche. En su labor política ha sido concejal de la comuna de Galvarino, por dos períodos (2000-2004 y 2008-2012). Fue alcalde de la misma comuna entre 2012 y 2016, perdiendo la reelección frente al DC, Marcos Hernández Rojas. 
Bajo su administración, en agosto de 2013, el mapudungún se oficializa en la comuna de Galvarino, convirtiéndose en el primer  territorio chileno continental en oficializar un idioma originario, junto al español (idioma oficial de facto en Chile).

## Historia Electoral

### Elecciones municipales de 2000
- Elecciones municipales de 2000, Galvarino[1]

| Candidato                 | Pacto         | Partido | Votos | %     | Resultado |
| ------------------------- | ------------- | ------- | ----- | ----- | --------- |
| Claudio Carcamo Órdenes   | Alianza       | RN      | 1329  | 21,90 | Concejal  |
| Eduardo Flores Bachmann   | Alianza       | RN      | 122   | 2,01  |           |
| Agustina Zavala Rodríguez | ILC           | ILC     | 128   | 2,11  |           |
| Luis Llanos González      | Concertación  | PPD     | 123   | 2,03  | Concejal  |
| Míryam Contreras Villagra | Concertación  | PPD     | 889   | 14,65 | Concejal  |
| Fernando Huaiquil Paillal | ILE           | ILE     | 477   | 7,86  | Concejal  |
| Miguel Alarcón Bahamondes | Concertación  | PRSD    | 121   | 1,99  | Concejal  |
| Marcos Hernández Rojas    | Concertación  | PDC     | 2816  | 46,41 | Alcalde   |
| Enrique Flores Silva      | Independiente | IND.    | 63    | 1,04  |           |

### Elecciones municipales de 2008
- Elecciones municipales de 2008, para el concejo municipal de Galvarino[2]

| Candidato                    | Pacto                    | Partido | Votos | %     | Resultado |
| ---------------------------- | ------------------------ | ------- | ----- | ----- | --------- |
| Temístocles Lizama Aros      | Chile limpio, vote feliz | PRI     | 191   | 3,15  |           |
| Patricio Antilao Llamín      | ILA                      | ILA     | 196   | 3,23  |           |
| Roberto Hernández Apablaza   | ILA                      | ILA     | 410   | 6,77  | Concejal  |
| Abelino Apeleo Morales       | ILA                      | ILA     | 133   | 2,20  |           |
| Claudio Moreno Peña          | ILA                      | ILA     | 69    | 1,14  |           |
| Willy Kehr Llanos            | Concertación             | PDC     | 296   | 4,89  |           |
| José Peña Sepúlveda          | ILC                      | ILC     | 558   | 9,21  | Concejal  |
| José Naín Pérez              | ILC                      | ILC     | 462   | 7,63  |           |
| Ernesto Lincoñir Paillalid   | Concertación             | PS      | 227   | 3,75  |           |
| Luis Córdova Nahuelpi        | Concertación             | PS      | 23    | 0,38  |           |
| Fernando Huaiquil Paillal    | Concertación             | PS      | 502   | 8,29  | Concejal  |
| Luis Córdova Nahuelpi        | Concertación             | PS      | 23    | 0,38  |           |
| Juan Lepín Fuentes           | PCCh                     | PCCh    | 44    | 0,73  |           |
| Angelina Cayuqueo Traipi     | ILD                      | ILD     | 20    | 0,33  |           |
| Nelsón Millan Acuipil        | ILD                      | ILD     | 25    | 0,41  |           |
| César Lagos Palma            | PH                       | PH      | 40    | 0,66  |           |
| Pablo Artigas Vergara        | Alianza                  | RN      | 713   | 11,77 | Concejal  |
| Hernán Horn Roa              | ILE                      | ILE     | 442   | 7,29  | Concejal  |
| John Ramírez Barra           | ILE                      | ILE     | 162   | 2,67  |           |
| Agustina Zavala Rodríguez    | Alianza                  | UDI     | 343   | 5,66  |           |
| Alfredo Millán Ñiripil       | Alianza                  | UDI     | 46    | 0,76  |           |
| Patricio Barra Carrasco      | Alianza                  | UDI     | 131   | 2,16  |           |
| Luis Caniupil Huaiquiñir     | Concertación             | PPD     | 131   | 2,62  |           |
| Arnoldo Llanos González      | Concertación             | PPD     | 386   | 6,37  | Concejal  |
| Rubén Rodríguez Guzmán       | ILF                      | ILF     | 22    | 0,36  |           |
| Miguel Alarcón Bahamondes    | Concertación             | PRSD    | 90    | 1,49  |           |
| Manuel Curín Calvucura       | Concertación             | PRSD    | 179   | 2,95  |           |
| Salvador Penchulef Sepúlveda | Concertación             | ILF     | 190   | 3,14  |           |

### Elecciones municipales de 2012
- Elecciones municipales de 2012, para la alcaldía de Galvarino[3]

| Candidato                 | Pacto                    | Partido  | Votos | %     | Resultado |
| ------------------------- | ------------------------ | -------- | ----- | ----- | --------- |
| Carola Cordero Cordero    | Chile limpio, vote feliz | PRI      | 589   | 9,47  |           |
| Fernando Huaiquil Paillal | Independiente            | IND./PRO | 3206  | 51,53 | Alcalde   |
| Claudio Cárcamo Órdenes   | Alianza                  | RN       | 2427  | 39,01 |           |

### Elecciones municipales de 2016
- Elecciones municipales de 2016, Galvarino[1]

| Candidato                 | Pacto                  | Partido     | Votos | %    | Resultado |
| ------------------------- | ---------------------- | ----------- | ----- | ---- | --------- |
| Marcos Hernández Rojas    | Nueva Mayoría          | PDC         | 3783  | 59,8 | Alcalde   |
| Fernando Huaiquil Paillal | Yo Marco por el Cambio | PRO         | 1758  | 27,8 |           |
| Mireya Castel Cerna       | UDI                    | Chile Vamos | 258   | 4,1  |           |
| Pablo Artigas Vergara     | IND.                   | IND.        | 523   | 8,3  |           |